# Strange Angel
Strange Angel ist eine US-amerikanische Fernsehserie auf dem Streaming-Service CBS All Access (seit März 2021 Paramount+). Die Serie handelte vom Leben des Raketenerfinders John Parsons im Kalifornien der späten 1930er Jahre.

## Handlung
Hauptfigur der Serie ist John Parsons, der im Los Angeles der späten 1930er Jahre tagsüber als Hausmeister einer Chemiefabrik arbeitet und in seiner Freizeit mit seinem Wissenschaftspartner Richard Onsted an Raketen arbeitet. Nachts wiederum nimmt er an magischen Sexritualen teil und nähert sich den Vorstellungen des Okkultisten Aleister Crowley an. Die Serie beginnt zu einem Zeitpunkt als der eigenartige Ernest Donovan in das Nachbarhaus von John Parsons und seiner Ehefrau Susan Parsons einzieht. Parallel dazu stellen Parsons und Onsted einen Antrag am California Institute of Technology, über den Prof. Filip Mešulam zu entscheiden hat.

## Veröffentlichung
Die von Mark Heyman, dem Drehbuchautor von Black Swan, entwickelte Serie hatte am 14. Juni 2018 auf CBS All Access Premiere. Im Oktober desselben Jahres wurde bekannt, dass es eine zweite Staffel geben würde. Die Serie bestand letztendlich aus 17 Folgen in zwei Staffeln. Die letzte Folge wurde am 25. Juli 2019	in den USA ausgestrahlt. Ende November 2019 gab CBS All Access die Einstellung der Serie nach der zweiten Staffel bekannt. Die deutschsprachige Fassung hatte am 15. April 2021 bei Joyn Plus+ Premiere.

## Hintergrund
Die Serie basiert auf dem Buch Strange Angel: The Otherworldly Life of Rocket Scientist John Whiteside Parsons des britischen Journalisten George Pendle.

## Rezeption
Serienjunkies.de schrieb zur ersten Folge, dass das Thema „spannend“, das Setting „interessant“ sei, jedoch die Handlung „etwas gemächlich ins Rollen kommt“. Die Folge erhielt 3,5 von 5 Sternen. TV Wunschliste vergab nach zwei Folgen 3 von 5 Sterne und mahnte an, dass „noch ordentlich an der Spannungsschraube zu drehen“ sei. Bei Rotten Tomatoes hat die Serie einen Durchschnittswert von 71 % von allen Rezensionen. Bei Metacritic erhielt die Serie 58 von 100 Punkten, was durchschnittliche und durchwachsene Rezensionen bedeutet.